# 彼得罗巴甫洛夫卡村委员会 (伊万诺夫卡区)
彼得罗巴甫洛夫卡村委员会（俄语：Петропавловский сельсовет）是俄罗斯联邦阿穆尔州伊万诺夫卡区所属的一个村委员会。其下辖有1个居民点，行政中心为彼得罗巴甫洛夫卡。据2014年统计，该村委员会的人口为763人。